# Паррасия
Паррасия (лат. Parrhasia, др.-греч. Παρρασία) — аркадский город, позже гористая область в юго-западной Аркадии, на границах с Мессенией, населённая паррасиями и граничившая с дикой горной местностью Скиритис (Скиритидой Лаконской). Основателем города считался Пеласг (Πελασγός), сын Арестора, внук Ясона. По другой версии получил название от Паррасия, сына мифического аркадского царя Ликаона. Упоминается Гомером в Каталоге кораблей. В области паррасиев было восемь городов, главным из которых была Ликосура. Паррасийцам, порабощённым мантинейцами, лакедемоняне под начальством царя Плистоанакта возвратили самостоятельность. В 368 году до н. э. в ходе Беотийской войны, когда фиванцы вторглись на Пелопоннес, лакедемоняне, возглавляемые Архидамом, выступили против них. Они вторглись в Аркадию, взяли приступом Карии, а потом приступили к Паррасии, которую разграбили. Когда на помощь паррасиям пришли аркадяне и аргивяне, Архидам перебил их в Бесслёзной битве. После постройки Мегалополя в 370 году до н. э. город Паррасия был разрушен.